# Heliotropium rottleri
Heliotropium rottleri är en strävbladig växtart som beskrevs av Johann Georg Christian Lehmann. Heliotropium rottleri ingår i Heliotropsläktet som ingår i familjen strävbladiga växter. Inga underarter finns listade i Catalogue of Life.